# Dosolo
Dosolo lombardul: Dösul település Olaszországban, Lombardia régióban, Mantova megyében. Lakosainak száma 3253 fő (2023. január 1.). Dosolo Gualtieri, Luzzara, Pomponesco, Suzzara, Guastalla és Viadana községekkel határos.

## Népesség
A település lakossága az elmúlt években az alábbi módon változott:
| Lakosok száma | 3418 | 3414 | 3253 |
|               | 2017 | 2018 | 2023 |